# Житин (Могилёвская область)
Жи́тин (бел. Жы́цін) — деревня в составе Дричинского сельсовета Осиповичского района Могилёвской области Республики Беларусь.

## Этимология
В основе названия деревни лежит слово «жито» — рожь.

## Географическое положение
Житин расположен в 40 км на юго-запад от Осиповичей, в 21 км от ж/д станции Фаличи на линии Осиповичи — Старые Дороги и в 173 км от Могилёва. Связи осуществляются по автодороге Осиповичи — Шищицы. На восток от деревни, граничащей на севере с лесом, находится река Птичь. Планировку деревни составляют две взаимноперпендикулярные улицы, главная же является плавно изогнутой ввиду направления левого берега реки. В центре сконцентрированы общественные здания; остальные части деревни отличаются в основном застройкой усадебного типа.

## История
В письменных источниках, упоминающих Житин с XVI века, он известен как центр частнофеодального владения Минского повета Минской губернии, в состав которого входили 48 дымов. В составе Российской империи деревня оказалась в результате второго раздела Речи Посполитой в 1793 году. В 1797 году, представляя собой уже имение Д. Радзивилла с 246 жителями, Житин входил в состав Бобруйского уезда. В 1827 году деревня находилось во владении князя Витгенштейна. Со временем была построена церковь, в 1838 году были магазин и корчма. В народном училище, открытом в 1866 году, в 1891 году обучался 91 ученик. В 1886 году деревня представляла центр Житинской волости. В 1897 году в Житине находились уже хлебозапасный магазин, лавка, заездный и питейный дома.
С февраля по ноябрь 1918 года деревня была оккупирована германскими войсками, с августа 1919 по июль 1920 года – польскими, при этом во время гражданской войны и интервенции в Житине действовал волостной революционный комитет. В местной школе в 1922 году обучалось 55 учеников. В том же году открыли избу-читальню, а в следующем, 1923 году — и врачебный участок, в 1927 году — метеорологическая станция. С 20 августа 1924 года по 23 июля 1957 года Житин являлся центром сельсовета. Колхоз «Новый Житин» был создан в 1930 году. Во время Великой Отечественной войны Житин был оккупирован немецко-фашистскими войсками с конца июня 1941 года по 29 июня 1944 года, при этом было убито 20 жителей и сожжено 10 дворов. На фронте и при партизанской деятельности погибли 19 жителей.
На данный момент в Житине, центре СПК «Колхоз имени Черняховского», действуют магазин, библиотека и базовая школа.

## Население
- 1797 год — 246 человек[1]
- 1838 год — 234 человека, 70 дворов[1]
- 1886 год — 602 человека, 76 дворов[1]
- 1897 год — 1006 человек, 137 дворов, одноимённый фольварк — 57 человек, 2 двора[1]
- 1907 год — 1135 человек, 185 дворов[1]
- 1917 год — 1331 человек, 232 двора[1]
- 1986 год — 160 человек, 76 хозяйств[1]
- 2002 год — 113 человек, 55 хозяйств[1]
- 2007 год — 39 человек, 89 хозяйств[1]

## Комментарии
1. ↑  Названия и ударение даны по: Назвы населеных пунктаў Рэспублікі Беларусь: Магілёўская вобласць: нарматыўны даведнік / І. А. Гапоненка і інш.; пад рэд. В. П. Лемцюговай. — Минск: Тэхналогія, 2007. — С. 62. — 406 с. — ISBN 978-985-458-159-0..